# X-treme Racers
X-treme Racers, Lego Technic Test Track, Technic Coaster en Projekt X - Lego Test Strecke zijn stalen wildemuis-achtbanen in de attractieparken Legoland Billund, Legoland Deutschland, Legoland Californië, Legoland Florida, Legoland Windsor en Legoland Maleisië.
De banen hebben een lengte van 400 meter en een hoogte van zestien meter. Het hoogteverschil tussen het laagste en hoogste punt van de achtbanen is 15 meter, ze tellen nul inversies en hebben een maximale snelheid van 56 km/h. De achtbanen werden gebouwd door MACK Rides en zijn gespiegelde kopieën van de attractie Matterhorn Blitz in Europa-Park van dezelfde fabrikant.  